# Civil Rights Act of 1964

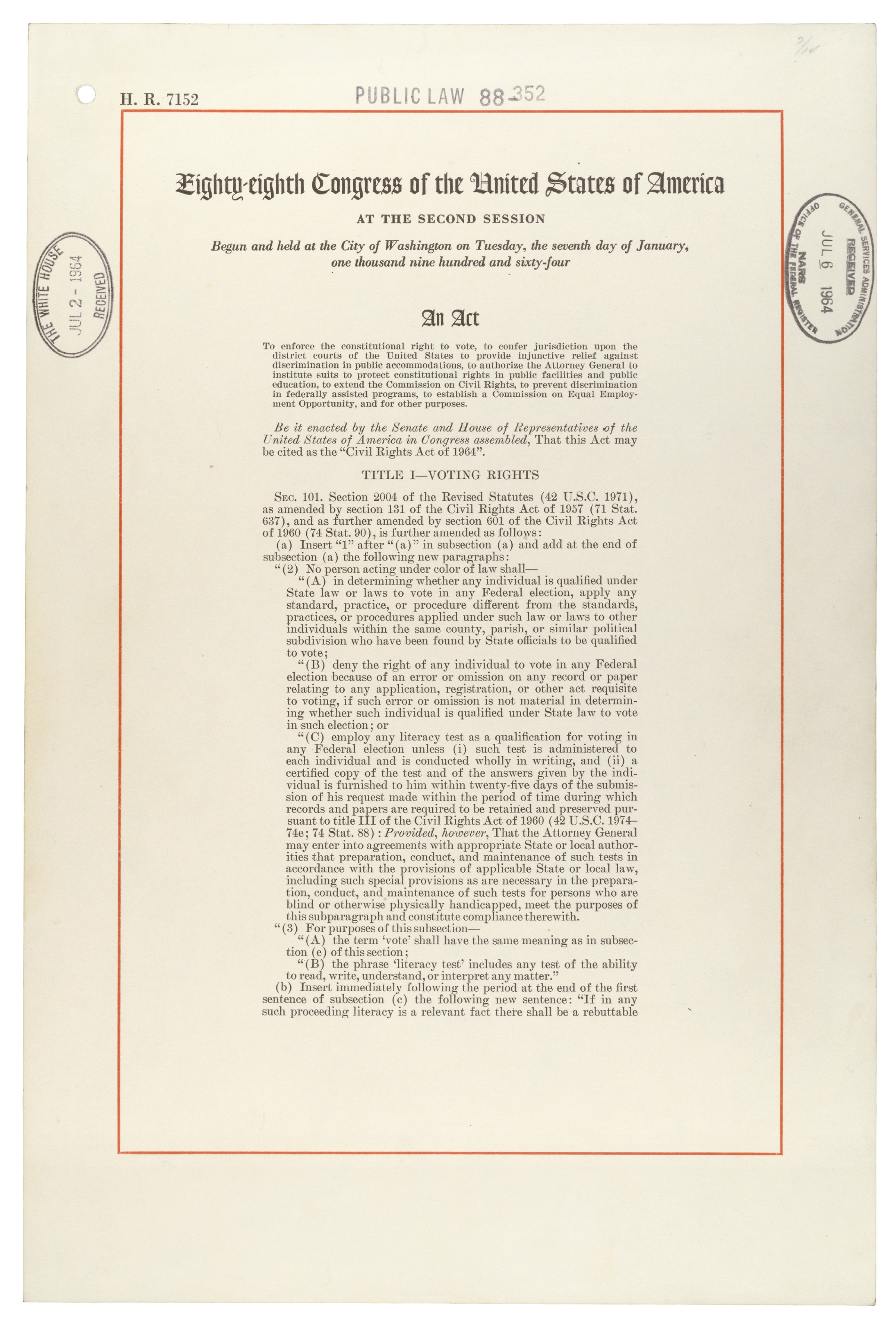
Erste Seite des Civil Rights Act von 1964 im Nationalarchiv der USA

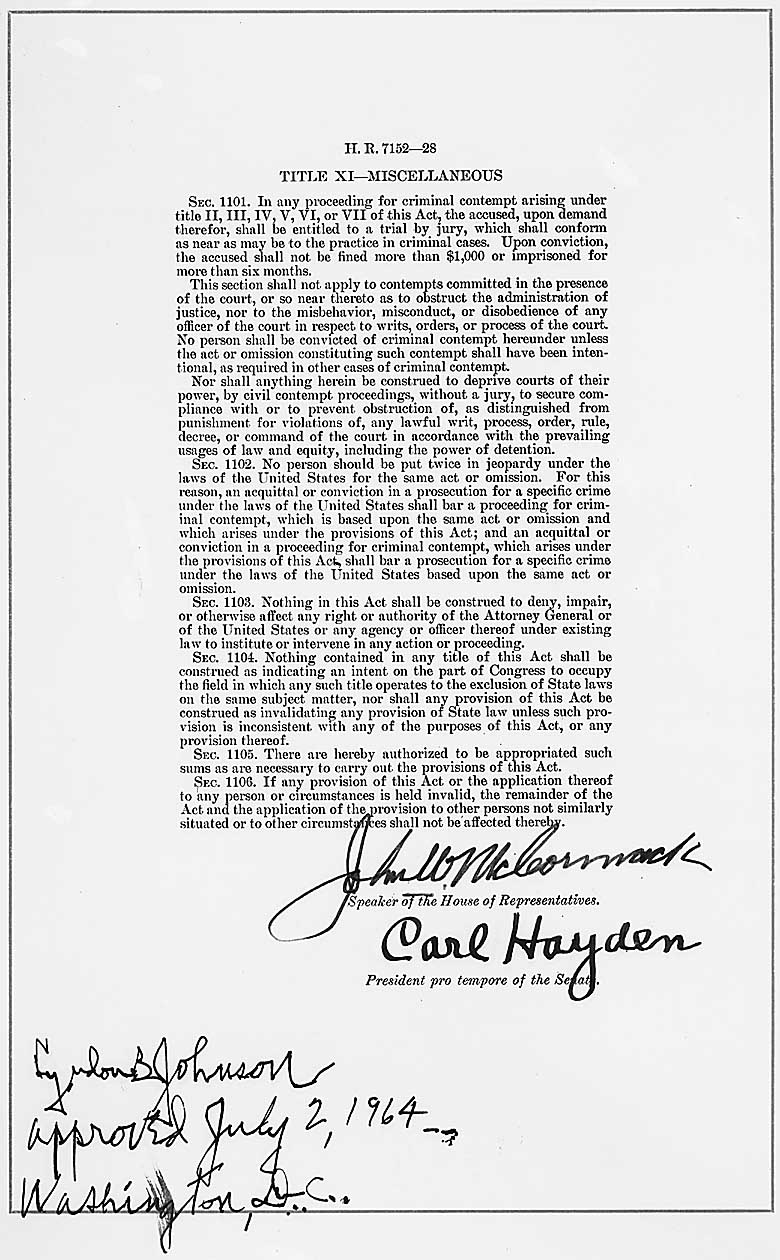
Letzte der acht Seiten des Gesetzes, unterzeichnet durch Präsident Johnson

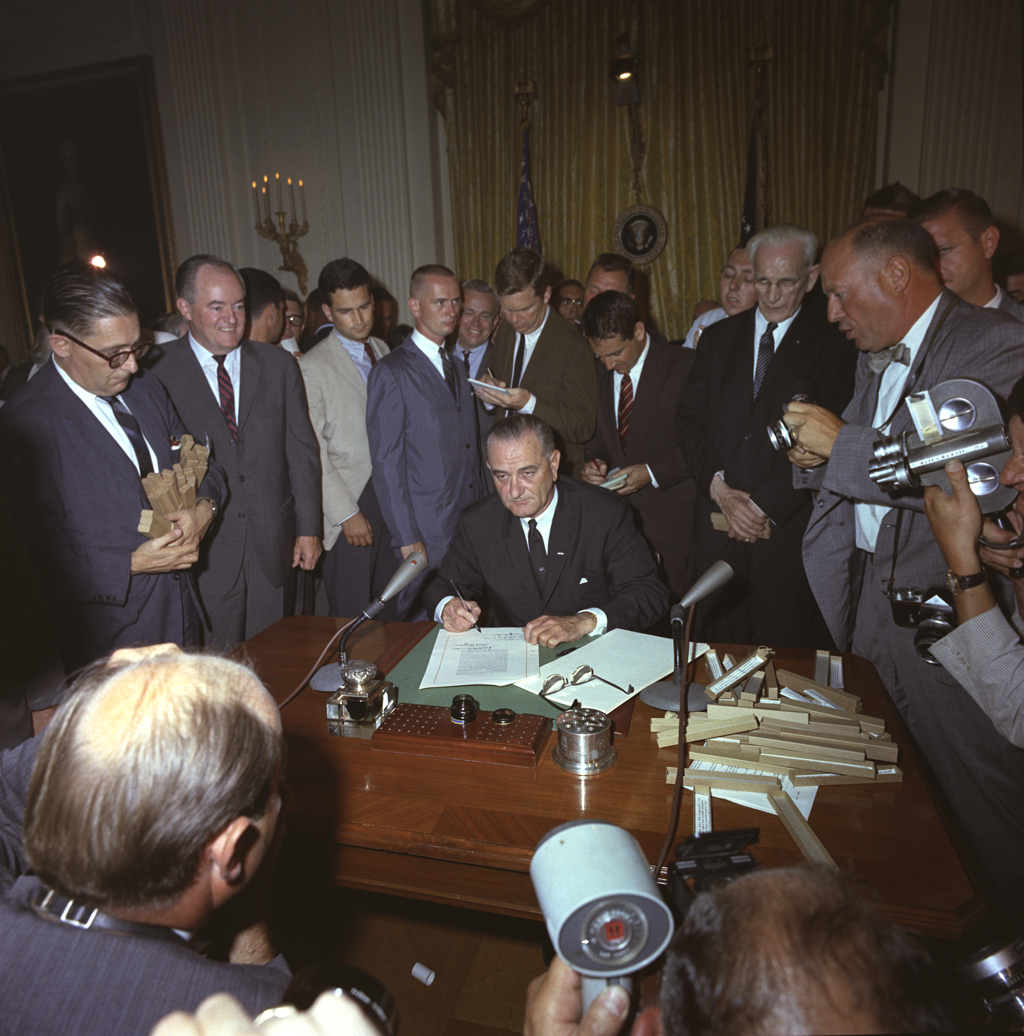
US-Präsident Lyndon B. Johnson (sitzend) mit Vertretern aus Politik und Gesellschaft bei der Unterzeichnung des Gesetzes im East Room des Weißen Hauses

Der Civil Rights Act of 1964 ist ein US-amerikanisches Bürgerrechtsgesetz, das Diskriminierung aufgrund von Rasse, Hautfarbe, Religion, Geschlecht oder nationaler Herkunft verbietet. Entscheidend war, dass das Gesetz das Bundesjustizministerium bevollmächtigte, das Gesetz durchzusetzen, da die Bundesstaaten dies nach dem Erlass der vorherigen Bürgerrechtsgesetze von 1957 und 1960 nicht oder nur zögerlich getan hatten.
Es gilt als eines der bedeutendsten Gesetze zur rechtlichen Gleichstellung von Afroamerikanern in den Vereinigten Staaten. In dem Gesetz wurde die ungleiche Anwendung des Wahlrechts für ebenso illegal erklärt wie die Rassentrennung in öffentlichen Einrichtungen wie Restaurants, Kinos, Hotels, Sportstadien, Bussen, Sanitäreinrichtungen etc. Diskriminierende Analphabetismus-Tests und andere Benachteiligungen von Minderheiten wurden im folgenden Jahr im Voting Rights Act of 1965 verboten.
Das Gesetz war im Juni 1963 von Präsident John F. Kennedy vorgeschlagen worden, jedoch wurde die Verabschiedung von südstaatlichen Segregationisten im Senat verhindert. Nachdem Kennedy im November 1963 ermordet worden war, drängte Präsident Lyndon B. Johnson den US-Kongress, dem Gesetz zuzustimmen. Das Repräsentantenhaus verabschiedete das Gesetz am 10. Februar 1964 und nach einem 54-tägigen Filibuster dann auch am 19. Juni 1964 der Senat. Nachdem das Repräsentantenhaus am 2. Juli 1964 noch einer Änderung des Senats zugestimmt hatte, wurde es am selben Abend von Präsident Johnson im Weißen Haus unterzeichnet.

## Vorgeschichte
Bis zum Präsidentschaftswahlkampf von 1960 war die De-facto-Rassentrennung in den nördlichen Bundesstaaten und die De-jure-Rassentrennung in den südlichen Bundesstaaten der USA so weit ins Bewusstsein einer breiten Öffentlichkeit gedrungen, dass sie von keiner Partei mehr außer Acht gelassen werden konnten. Vollständig aufgehoben war die Rassentrennung lediglich in den amerikanischen Streitkräften, was im Juli 1948 der damalige US-Präsident Harry S. Truman mittels Präsidialerlass (Executive Order 9981) angeordnet hatte. 1954 erklärte der Oberste Gerichtshof in der Entscheidung Brown v. Board of Education die Rassentrennung an Schulen für illegal.
Daher erklärten sowohl die Demokratische als auch die Republikanische Partei, Rassendiskriminierung und Rassenvorurteile beenden zu wollen. Der demokratische Kandidat John F. Kennedy stellte sich jedoch am deutlichsten auf die Seite der Schwarzen, unter anderem etwa durch die Befreiung Martin Luther Kings aus dem Gefängnis von Atlanta, als dieser wegen eines Sit-ins dort inhaftiert worden war – und die Stimmen der Schwarzen spielten beim knappen Wahlsieg Kennedys eine entscheidende Rolle.
Nach seinem Sieg zeigte Kennedy sich erkenntlich und besetzte eine Reihe herausragender Posten mit Schwarzen. Diese Maßnahmen reichten jedoch nicht aus, um die zunehmend militanten Protestaktionen der Schwarzen, die ihre Forderungen nach Gleichberechtigung von Schwarz und Weiß immer noch nicht verwirklicht sahen, aufzufangen. In seinen ersten beiden Amtsjahren war Kennedy jedoch nicht sonderlich aktiv in der Schwarzenfrage gewesen. Dies änderte sich erst, als es im Jahr 1963 zu mehr und mehr Aufständen im Rahmen der Bürgerrechtsbewegung kam. Als im Mai 1963 George Wallace, der Gouverneur von Alabama, schwarzen Studenten die Aufnahme in die Universität von Tuscaloosa, Alabama, verweigerte, nahm Kennedy dies zum Anlass, sich am 11. Juni 1963 mit einer Fernsehansprache an das amerikanische Volk zu wenden und sich hinter den Kampf um die Gleichberechtigung zu stellen. Noch im selben Monat legte er dem Kongress ein umfassendes Bürgerrechtsgesetz vor. Kennedys Bemühungen um das Gesetz erreichten allerdings keine Mehrheiten im Kongress.

## Verabschiedung des Gesetzes
Präsident John F. Kennedy wurde am 22. November 1963 bei einem Attentat ermordet. Sein Amt übernahm noch am selben Tag Lyndon B. Johnson, der bisherige Vizepräsident. Zu diesem Zeitpunkt schien die Durchsetzung des Civil Rights Act fraglich, weil konservative Politiker beider Parteien aus den Südstaaten, die an der Rassentrennung festhielten, die Verabschiedung zu verhindern versuchten. Johnson, der im Umgang mit dem Kongress mehr Erfahrung als sein Vorgänger hatte, forderte drei Tage nach dem Tode Kennedys in seiner Ansprache vor der Legislative die Abgeordneten und Senatoren zur raschen Verabschiedung des Gesetzes auf. Einer der bekanntesten Gegner war der Senator Barry Goldwater aus Arizona, der bei der Präsidentschaftswahl im November 1964 gegen Johnson antrat (und diese Wahl deutlich verlor). Goldwater vertrat die Auffassung, die Angelegenheit läge nicht in der Zuständigkeit der Bundesregierung, sondern müsse den Einzelstaaten überlassen werden. Das Repräsentantenhaus votierte im Februar 1964 mit klarer Mehrheit (290:130) für den Entwurf, dann ging die Vorlage an den US-Senat.
Johnson drängte auf eine zügige Verabschiedung und erreichte gemeinsam mit dem demokratischen Fraktionschef im Senat Mike Mansfield, dass sie dort sofort auf die Tagesordnung des Senats gesetzt wurde und nicht erst an dessen Rechtsausschuss ging. Konservative Politiker aus den Südstaaten kündigten vehemente Opposition zu dem Gesetzesentwurf an und versuchten ab März, mittels Filibuster (Dauerreden) die Abstimmung der Kammer über den Entwurf zu verhindern. Während der über 57 Tage währenden Blockade übte Johnson bei öffentlichen Ansprachen und auch nicht-öffentlich starken Druck auf den Senat aus. Auf sein Drängen schlugen am 10. Juni 1964 der demokratische Fraktionschef Mike Mansfield, der demokratische Senator Hubert H. Humphrey, der republikanische Fraktionsvorsitzende Everett Dirksen und der republikanische Senator Thomas Kuchel ein Votum des Senats über die Beendigung des Filibusters vor. Dieser stimmte mit 71 gegen 29 Stimmen zu und erreichte damit die erforderliche Zweidrittelmehrheit zur Beendigung des Filibusters. Mit einer geringfügigen Änderung zur Fassung des Repräsentantenhauses verabschiedete der Senat den Civil Rights Act ebenfalls mit 71 gegen 29 Stimmen. Da beide Kongresskammern Gesetzen im exakt selben Wortlaut zustimmen müssen, kam die im Senat verabschiedete Fassung ins Repräsentantenhaus, das am 2. Juli 1964 mit 289:126 endgültig zustimmte.
Präsident Johnson unterzeichnete den Civil Rights Act am 2. Juli 1964 im Rahmen einer großen öffentlichen Zeremonie im East Room des Weißen Hauses wenige Stunden nach der Zustimmung des Repräsentantenhauses. Für die Unterzeichnung benutzte Johnson mehr als 100 Füllfederhalter, die er im Anschluss an die anwesenden Gäste verteilte. Unter diesen war der bekannteste afroamerikanische Bürgerrechtler Martin Luther King. Mit Johnsons Unterschrift erlangte der Civil Rights Act formal Rechtskraft.
Die Unterzeichnung fand am 125. Jahrestag der erfolgreichen Sklavenrevolte auf dem Schiff Amistad im Jahr 1839 statt.

## Nachwirkung
Das Bürgerrechtsgesetz verbesserte die Lage der Afroamerikaner deutlich, hob aber nicht die Diskriminierungen schwarzer Wähler auf. Auf Initiative von Präsident Johnson legten Senate Majority Leader Mike Mansfield und Senate Minority Leader Everett Dirksen dem US-Kongress am 17. März den Voting Rights Act vor. Der Senat verabschiedete es am 26. Mai und das Repräsentantenhaus am 9. Juli 1965; Johnson unterzeichnete es am 6. August 1965. Auch hier hatte Martin Luther King im Zuge von friedlichen Protestaktionen erheblichen Anteil daran, den Kongress von der Notwendigkeit des Gesetzes zu überzeugen.
Martin Luther King wurde für seine Bemühungen um das Zustandekommen dieses Gesetzes 1964 mit dem Friedensnobelpreis ausgezeichnet.
Neben dem Gesetz von 1964 gab es Civil Rights Acts davor und danach (1866, 1871, 1875, 1957, 1960, 1968 und 1991).
Das Gesetz schützt ebenfalls generell vor Diskriminierung aufgrund des Geschlechtes. 2020 entschied das Oberste Gericht im Fall Bostock v. Clayton County, dass mit Geschlecht auch die Geschlechtsidentität sowie die sexuelle Orientierung gemeint ist, und daher niemand nur aufgrund dieser entlassen werden darf.